# Jacob van Artevelde
Jacob van Artevelde (ur. ok. 1290 w Gandawie, zm. 24 lipca 1345 w Gandawie) – flamandzki polityk i przywódca, bogaty handlarz suknem, zwany Wijze Man – Mędrcem, ojciec Filipa van Artevelde.

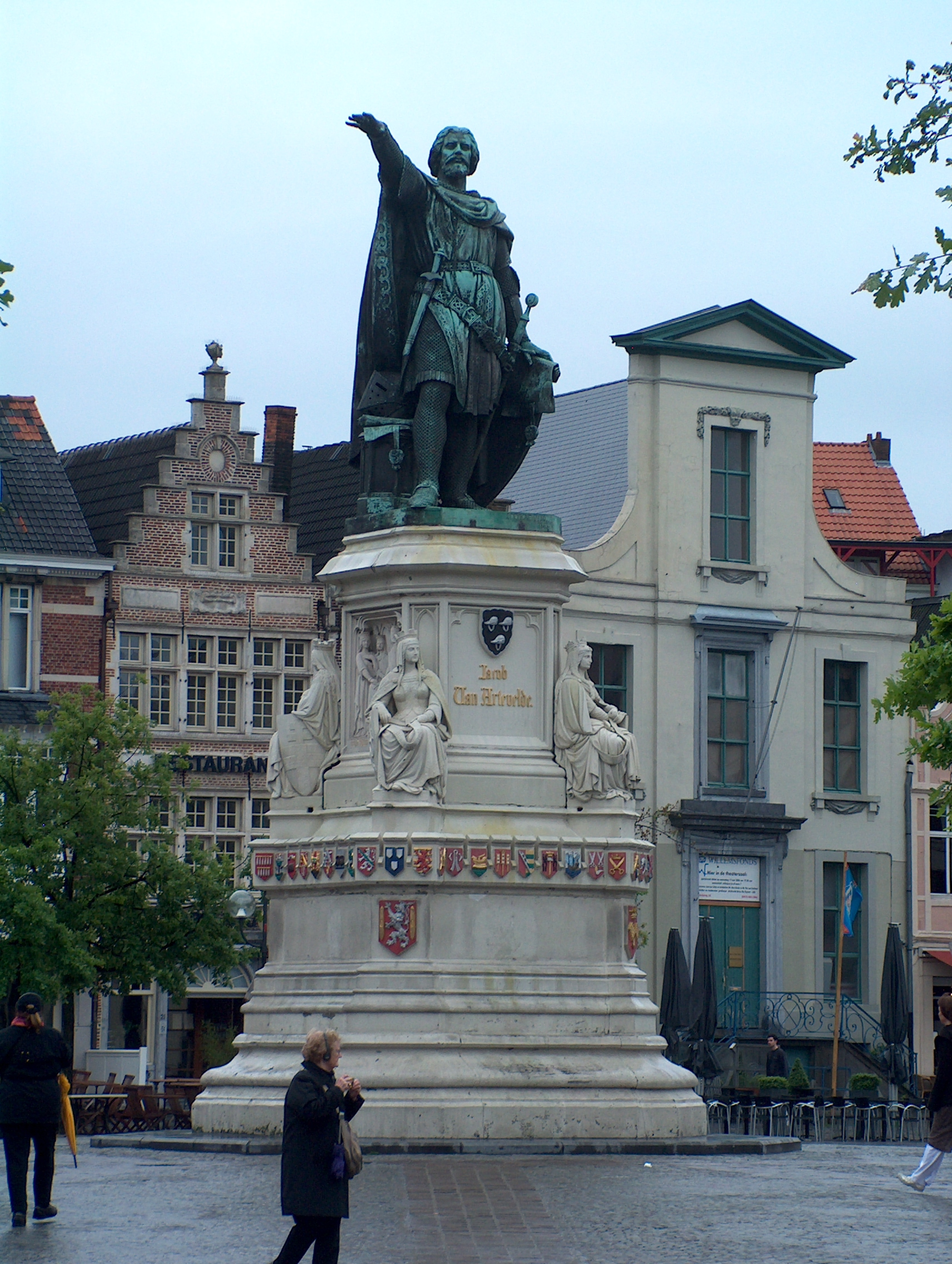
Jacob van Artevelde na pomniku na Vrijdagmarkt w Gandawie

## Początek działalności politycznej
Dokładna data urodzin Jacoba van Artevelde nie jest znana, wiadomo jednak, że wywodził się z bogatej rodziny kupieckiej. Jego ojcem był Willem van Artevelde, handlarz suknem, zamieszkały w Gandawie. Bracia Jacoba pełnili wysokie funkcje w mieście (wicehrabiego i burmistrza), sam Jacob trudnił się początkowo handlem mięsem, rybami, winem i srebrem. Był także browarnikiem. Był dwukrotnie żonaty i posiadł znaczący majątek głównie w branży sukienniczej.
Pozycja Jacoba van Artevelde wzrosła znacznie w czasie wojny stuletniej pomiędzy Anglią i Francją. Flandria znajdowała się wtedy formalnie pod panowaniem króla Francji, jednak ekonomicznie zależna była w dużym stopniu od Anglii, skąd otrzymywała dostawy wełny na sukno. Ówczesny hrabia Flandrii Ludwik de Nevers wybrał w sporze stronę Francji, co sprawiło, że Edward III, król Anglii wstrzymał 12 sierpnia 1336 roku dostawy wełny do miast Flandrii, gdzie natychmiast boleśnie odczuto skutki tego posunięcia – zapanowały głód, bieda i bezrobocie, czego rezultatem były bunty mieszczan. Na spotkaniu mieszczan w Gandawie 28 grudnia 1337 roku najbardziej zauważalną postacią był Jacob van Artevelde, i to on został ogłoszony przywódcą powołanego 3 stycznia 1338 roku rządu powstańczego, pozostałymi członkami byli Willem van Vaernewijk, Gelnoot van Lens, Willem van Huse i Pieter van den Hoeven. Dzięki działaniom van Artevelde do Flandrii ponownie zaczęła płynąć angielska wełna.

## Czasy świetności
Początkowo van Artevelde prowadził politykę neutralności, która na przełomie czerwca i lipca 1338 roku została zaakceptowana przez walczące strony – Anglię i Francję. W polityce wewnętrznej zaproponował sojusz miast flamandzkich (m.in. z Brugią i Ypres), który został przyjęty i w czerwcu 1338 roku Jacob van Artevelde został obwołany przywódcą Flandrii. Polityka van Artevelde była polityką zgody społecznej, przywrócił on też do władz miejskich przedstawicieli cechu tkaczy, w ławach rady miejskiej zasiedli także przedstawiciele drobnych kupców, czy garncarzy. Za jego rządów Gandawa stała się centrum polityczno-ekonomicznym Flandrii. Van Artevelde zażądał od hrabiego Flandrii, aby urzędnicy powoływani byli spośród ludności flamandzkiej (a nie Francuzów), a także wprowadził zasadę sporządzania dokumentów w języku niderlandzkim (obok języka francuskiego) – wcześniej obowiązującymi językami były francuski i łacina.
Po czasach neutralności i poprawie sytuacji we Flandrii, Jacob van Artevelde stanął w konflikcie angielsko-francuskim po stronie Anglii i zorganizował powstanie przeciwko Ludwikowi de Nevers – hrabiemu Flandrii, który pozostawał sojusznikiem Francji. W 1339 roku van Artevelde zawarł przymierze polityczne i finansowe z hrabstwami Brabancji i Hainaut, czemu sprzeciwiał się Ludwik de Nevers, nie mogąc jednak nic zrobić, hrabia dobrowolnie skazał się na wygnanie – do Francji. W 1340 roku van Artevelde zażądał od Francji zwrotu utraconych w 1305 roku zamków – Lille, Douai i Orchies.
26 stycznia (niektóre źródła podają datę 6 lutego) 1340 roku na rynku Vrijdagmarkt w Gandawie van Artevelde wraz z innymi przywódcami flamandzkimi obwołał Edwarda III królem Francji i tym samym zwierzchnikiem Flandrii – był to policzek dla Filipa VI, władcy Francji. Sam papież Benedykt XII wystosował prośbę do Jacoba van Artevelde o unieważnienie tej koronacji, jednak van Artevelde nie zastosował się do niej.

## Upadek i śmierć
Przebywający na wygnaniu Ludwik de Nevers zastąpiony został przez Simona de Mirabello (Simona van Halen), wbrew woli van Artevelde, który widział na stanowisku hrabiego Flandrii następcę tronu angielskiego – księcia Walii, Edwarda. Kolejne lata nie przyniosły spodziewanego spokoju w miastach Flandrii, a Jacob van Artevelde tracił w wyniku konfliktów cechowych, swoje wpływy – 2 maja 1345 roku musiał ustąpić ze stanowiska. 24 lipca 1345 roku został zamordowany niedaleko własnego domu przez członka cechu tkaczy Geraarda Denijsa. Niektóre źródła podają, iż otrzymał on śmiertelny cios toporem, gdy powracał ze Sluis, gdzie miał spotkanie z królem Anglii, inne, iż stało się to w czasie zamieszek 17 lipca 1345 roku, gdy van Artevelde próbował uciekać.

## Pomnik
Jeden z najsłynniejszych mieszkańców Gandawy doczekał się pomnika na Vrijdagmarkt w swoim rodzinnym mieście. Stanął on tam w 1863 roku. Autorem pomnika jest Pieter De Vigne-Quyo – wzniesiona ręka Jacoba van Artevelde wskazuje w kierunku Anglii.

## Obecność w kulturze
Polski kompozytor Józef Brzowski napisał po kilkukrotnych wyjazdach artystycznych do Brukseli w latach 60. XIX wieku operę pt. Rejent z Flandrii czyli Piwowar z Gandawy na temat życia Jacoba van Artevelde.Libretto napisał Jan Tomasz Seweryn Jasiński. 